# Bolbitis
Bolbitis là một chi dương xỉ thuộc họ Elaphoglossaceae.
Hai loài nổi bật của chi thường mọc tại ao hồ sông suối như các loài thực vật thủy sinh, B. heudelotii, và B. heteroclita. B. heudelotii, tiếng Anh gọi là African water fern, thì mọc trong nước, còn B. heteroclita thì mọc ven ao hồ hoặc trong nước.
Chi này có các loài sau:
| - Bolbitis acrostichoides (Afz. ex Sw.) Ching - Bolbitis aliena (Sw.) Alston - Bolbitis angustipinna (Hayata) Ito - Bolbitis appendiculata (Willd.) Iwatsuki - Bolbitis auriculata (Lam.) Alston - Bolbitis bernoullii (Kuhn ex H. Christ) Ching - Bolbitis bipinnatifida (Mett) Ching - Bolbitis cadieri (Christ) Ching - Bolbitis christensenii (Ching) Ching - Bolbitis confertifolia Ching - Bolbitis costata (Wall. ex Hook.) Ching - Bolbitis crispatula (Wall.) Ching - Bolbitis fluviatilis (Hook.) Ching - Bolbitis gaboonensis (Chr.) Ching - Bolbitis gemmifera (Hier.) C. Chr. - Bolbitis hainanensis Ching & C.H.Wang - Bolbitis hastata (E. Fourn.) Hennipman - Bolbitis hekouensis Ching - Bolbitis hemiotis (Maxon) Ching - Bolbitis heteroclita (Presl) Ching - Bolbitis heudelotii (Bory) Alston - Bolbitis humblotii (Bak.) Ching - Bolbitis interlineata (Copel.) Ching - Bolbitis latipinna Ching - Bolbitis laxireticulata K.Iwats. - Bolbitis lindigii (Mett.) Ching - Bolbitis lonchophora (Kunze) C.Chr. - Bolbitis longiflagellata (Bonap.) Ching - Bolbitis major (Bedd.) Hennipman - Bolbitis media Ching & Chu H.Wang - Bolbitis nicotianifolia (Sw.) Alston - Bolbitis nodiflora (Bory in Belang.) Fraser-Jenkins - Bolbitis novoguineensis Hennipman | - Bolbitis oligarchica (Baker) Hennipman - Bolbitis palustris (Brackenr.) Hennipman - Bolbitis pandurifolia (Hook.) Ching - Bolbitis pergamentacea (Maxon) Ching - Bolbitis portoricensis (Spreng.) Hennipman - Bolbitis presliana (Fée) Ching - Bolbitis quoyana (Gaud.) Ching - Bolbitis rawsonii (Bak.) Ching - Bolbitis repanda (Bl.) Schott - Bolbitis rhizophylla (Kaulf.) Hennipman - Bolbitis riparia R.C.Moran & B.Øllg. - Bolbitis rivularis (Brackenr.) Ching - Bolbitis sagenioides (Kuhn) Ching - Bolbitis salicina (Hook.) Ching - Bolbitis scalpturata (Fée) Ching - Bolbitis scandens W.M.Chu - Bolbitis semicordata (Bak.) Ching - Bolbitis semipinnatifida (Fée) Alston - Bolbitis serrata (Kuhn) Ching - Bolbitis serratifolia (Mert. ex Kaulf.) Schott - Bolbitis simplex R.C.Moran - Bolbitis sinensis (Bak.) K.Iwats. - Bolbitis singaporensis Holtt. - Bolbitis sinuata (C.Presl) Hennipman - Bolbitis subcordata (Copel.) Ching - Bolbitis subcrenata (Hook. & Grev.) Ching - Bolbitis taylorii (Bailey) Ching - Bolbitis tibetica Ching & S.K.Wu - Bolbitis tonkinensis (C.Chr. ex Ching) K.Iwats. - Bolbitis umbrosa (Liebm.) Ching - Bolbitis vanuaensis Brownlie - Bolbitis virens (Hook. & Grev.) Schott |

## Hình ảnh

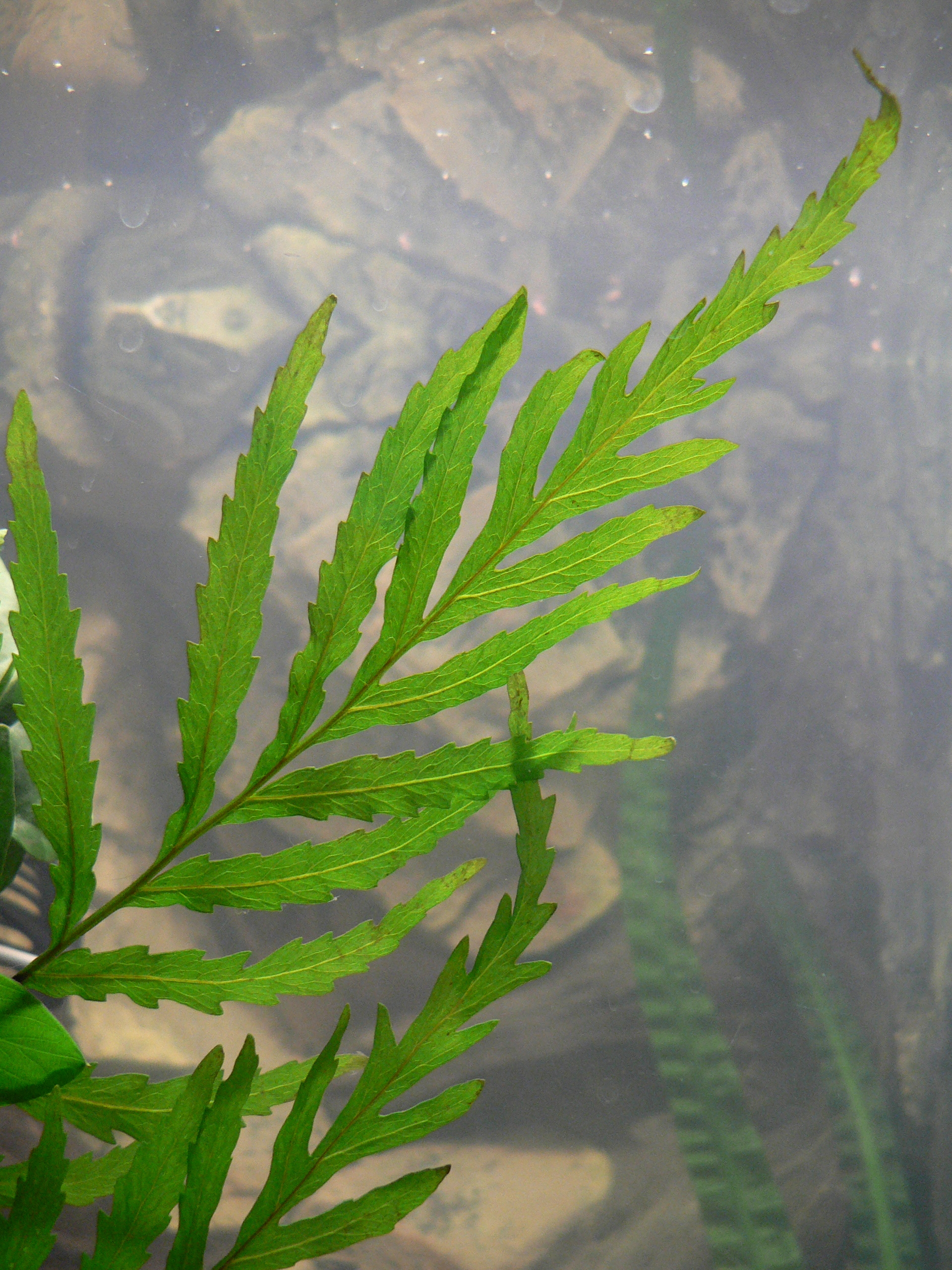